# Mortes em dezembro de 2022
Mortes em 2022: ← Janeiro – Fevereiro – Março – Abril – Maio – Junho – Julho – Agosto – Setembro – Outubro – Novembro – Dezembro →
Esta é uma relação de pessoas notáveis que morreram durante o mês de dezembro em 2022, listando nome, nacionalidade, ocupação e ano de nascimento.

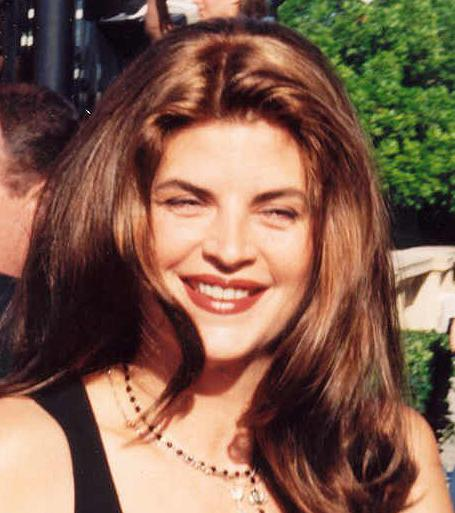
Kirstie Alley, atriz norte-americana.

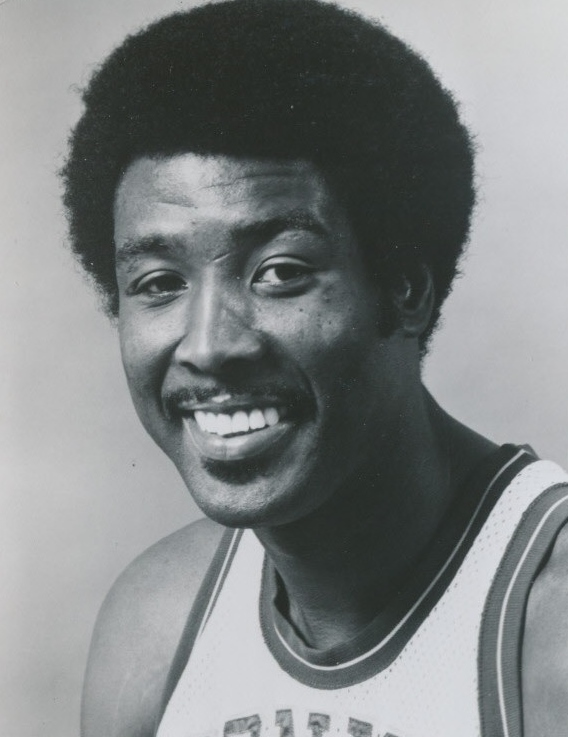
Paul Silas, basquetebolista americano.

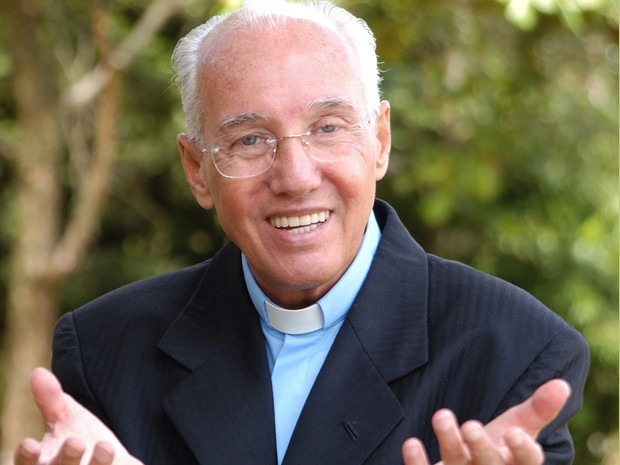
Jonas Abib, sacerdote católico brasileiro.

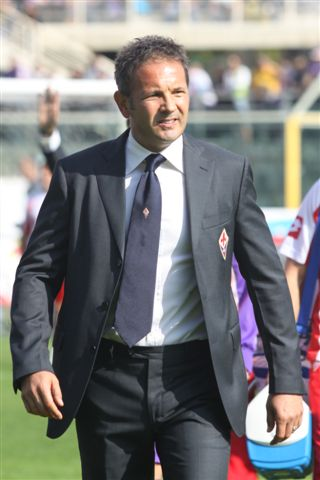
Siniša Mihajlović, treinador sérvio.

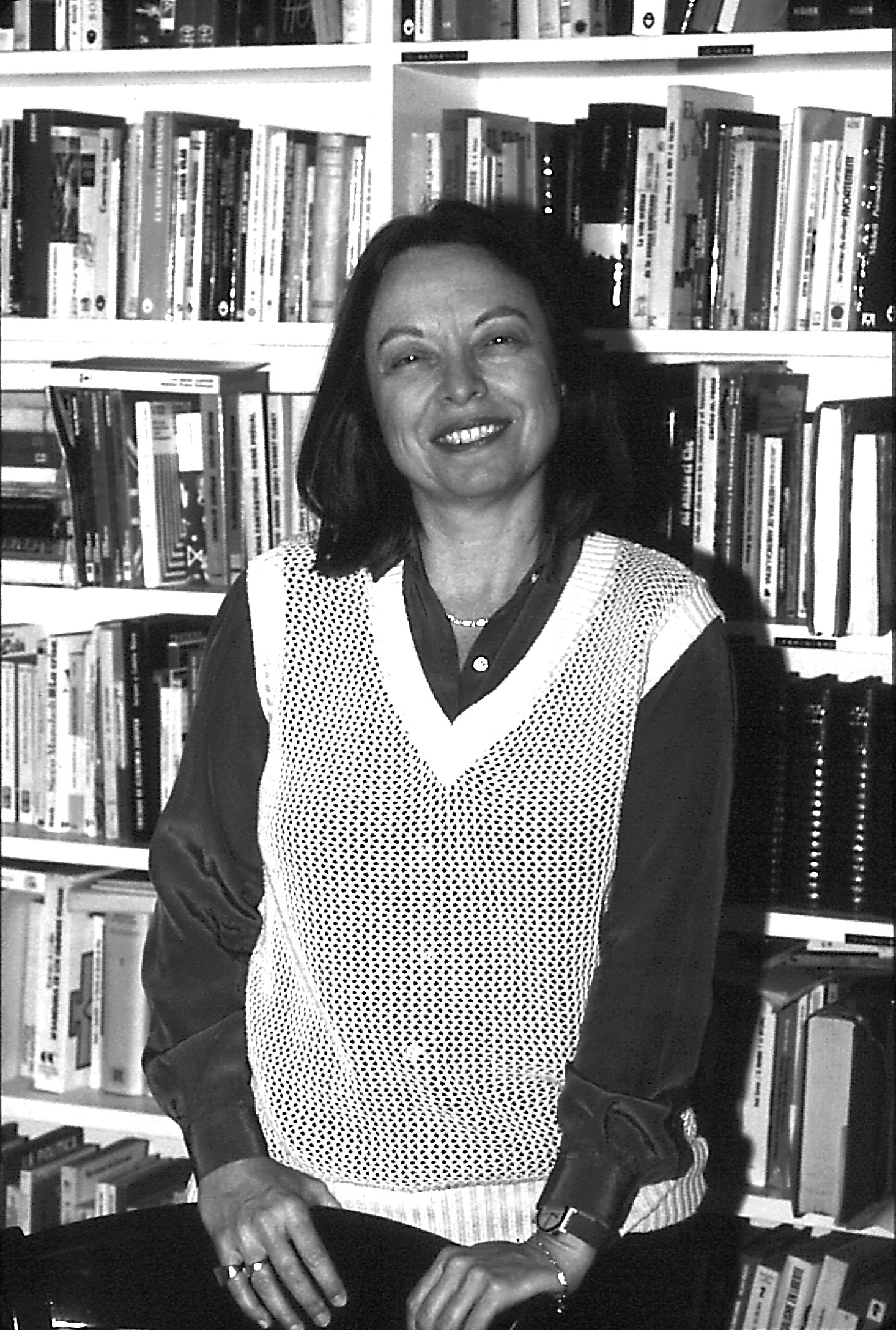
Nélida Piñon, escritora brasileira.

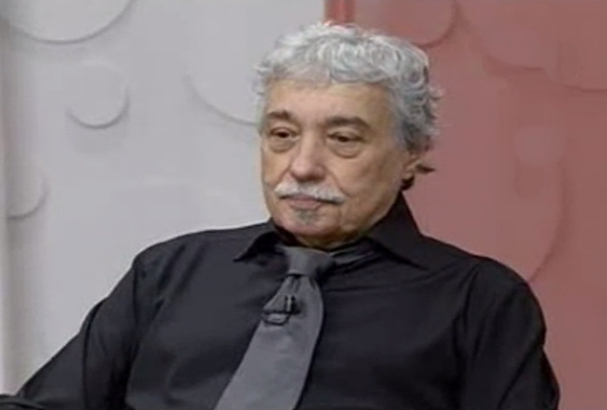
Pedro Paulo Rangel, ator brasileiro.

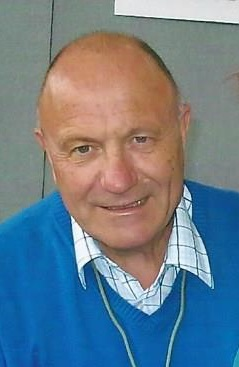
George Cohen, futebolista britânico.

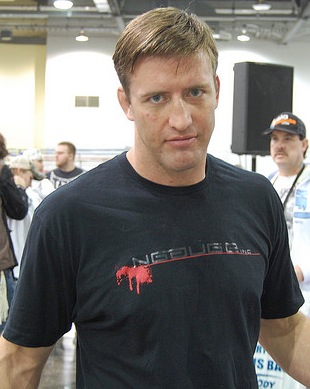
Stephan Bonnar, lutador de MMA norte-americano.

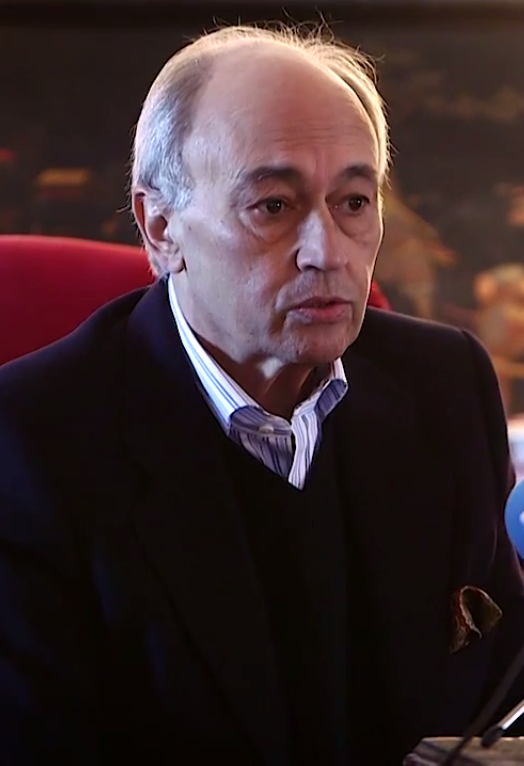
António Mega Ferreira, escritor e jornalista português.

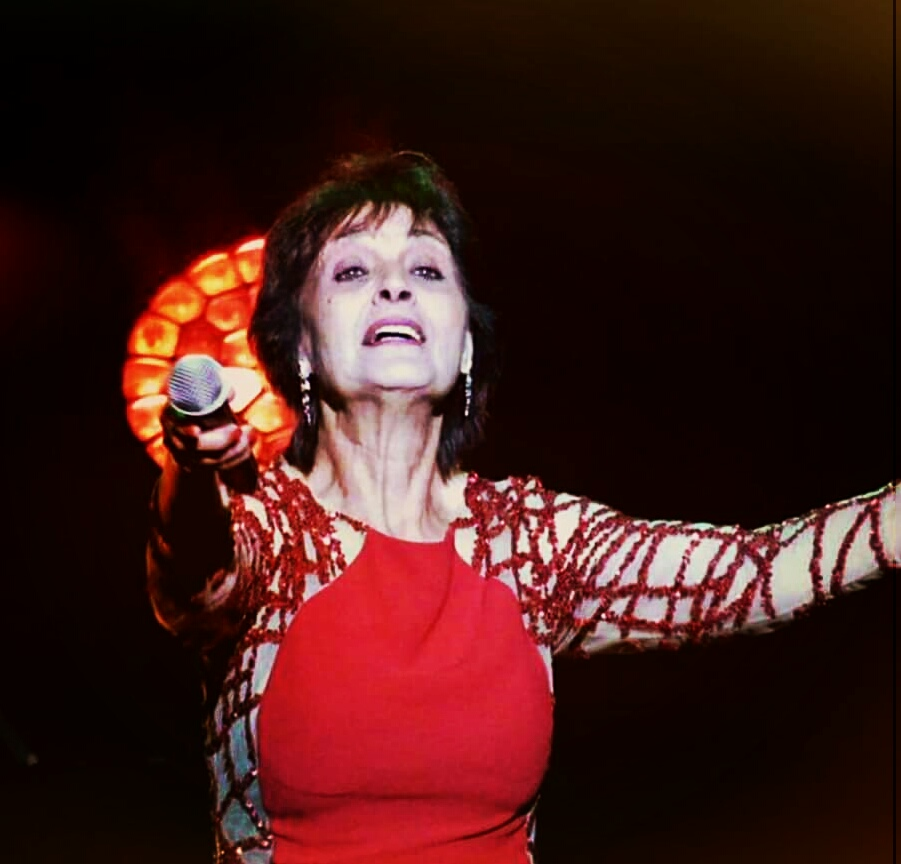
Linda de Suza, cantora luso-francesa.

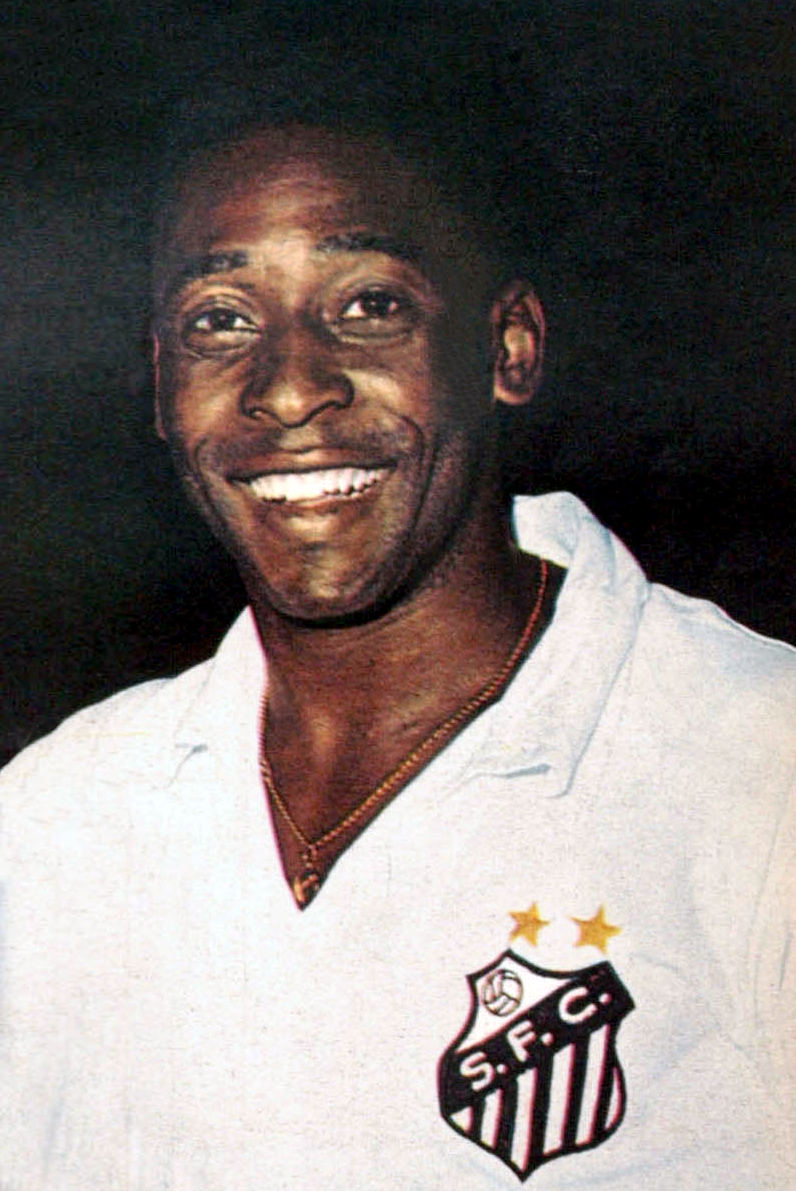
Pelé, futebolista brasileiro.

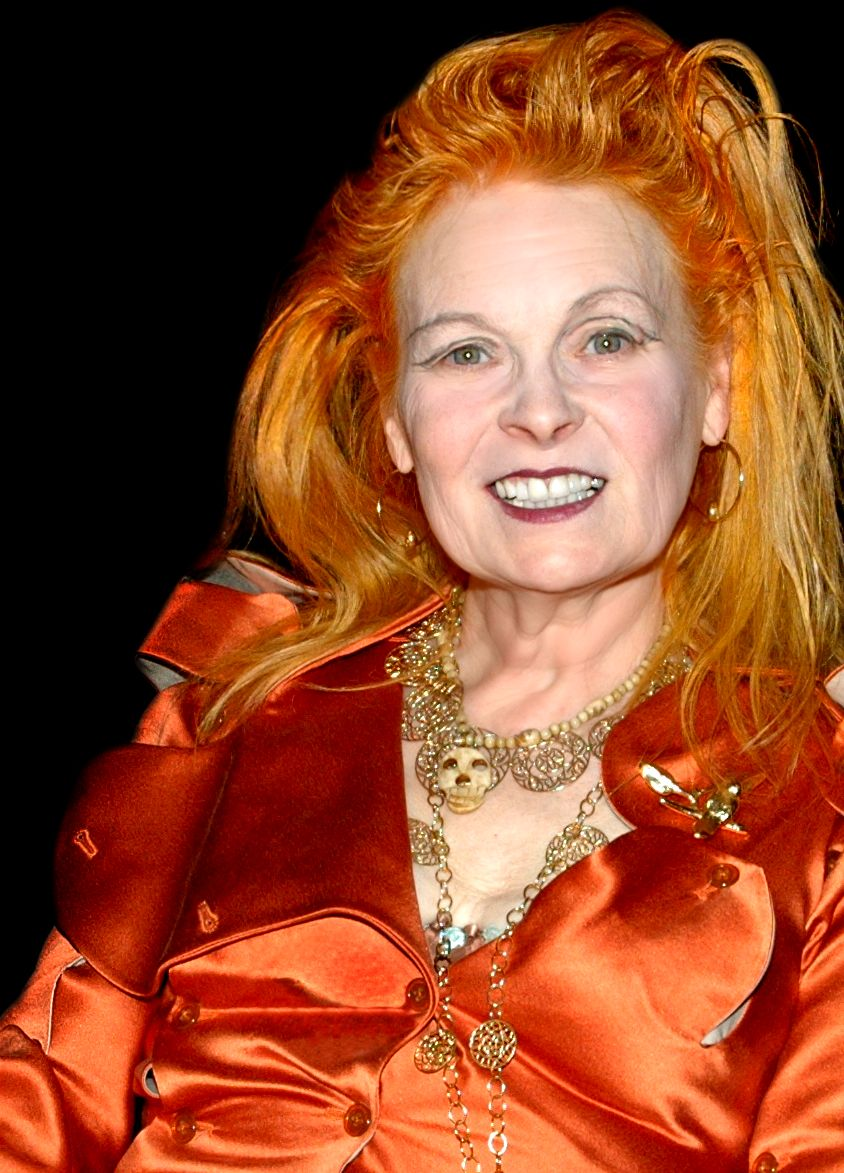
Vivienne Westwood, estilista britânica.

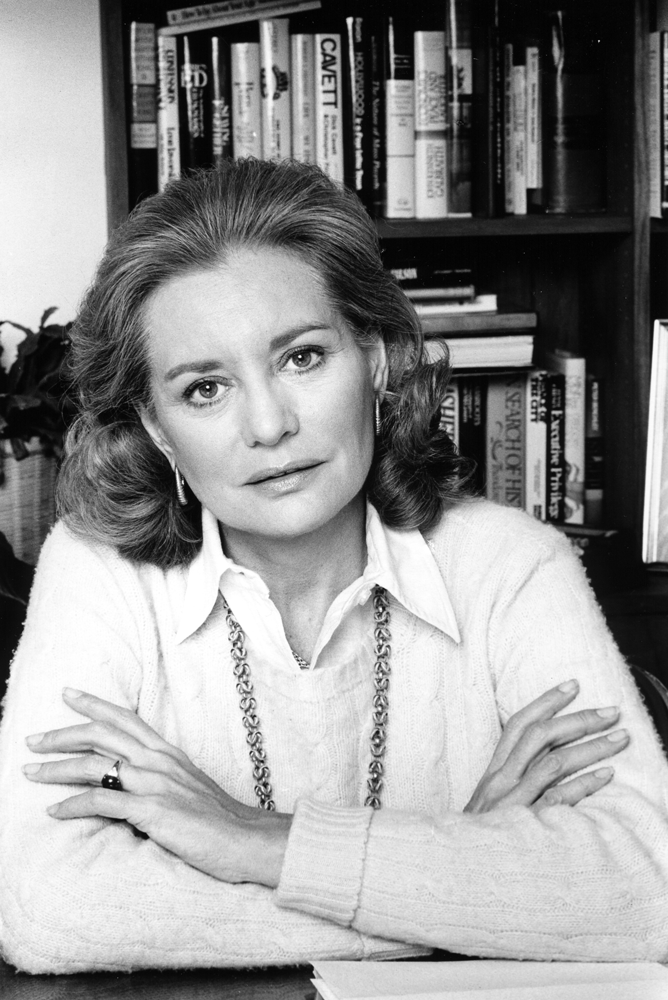
Barbara Walters, jornalista norte-americana.

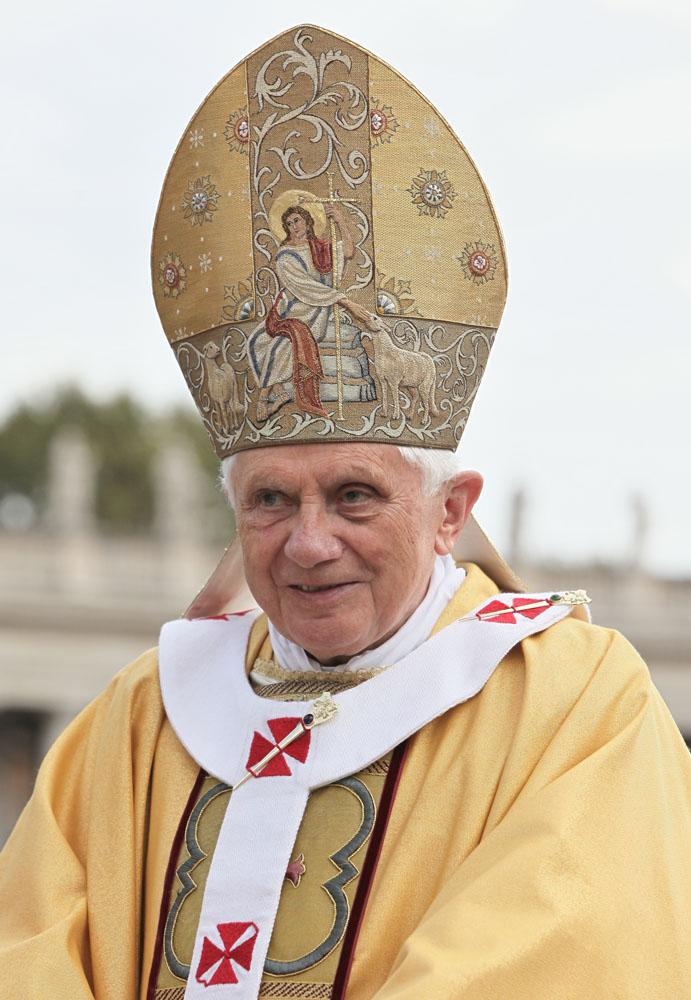
Bento XVI, papa alemão.

| Dia | Nome                        | Profissão ou motivo de reconhecimento | Nacionalidade                | Nasc. | Ref    |
| --- | --------------------------- | ------------------------------------- | ---------------------------- | ----- | ------ |
| 1   | Ercole Baldini              | Ciclista                              | Itália                       | 1933  | [ 1 ]  |
| 1   | Julia Reichert              | Cineasta                              | Estados Unidos               | 1946  | [ 2 ]  |
| 1   | Igor Krichever              | Matemático                            | Rússia/ União Soviética      | 1950  | [ 3 ]  |
| 1   | Dorothy Pitman Hughes       | Ativista                              | Estados Unidos               | 1938  | [ 4 ]  |
| 2   | Cirilo da Eritreia          | Patriarca                             | Eritreia                     | 1928  | [ 5 ]  |
| 2   | Marcos Cavalo               | Futebolista                           | Brasil                       | 1949  | [ 6 ]  |
| 3   | Alzhan Zharmukhamedov       | Basquetebolista                       | União Soviética/ Uzbequistão | 1944  | [ 7 ]  |
| 4   | Patrick Tambay              | Automobilista                         | França                       | 1949  | [ 8 ]  |
| 4   | Nick Bollettieri            | Treinador de tênis                    | Estados Unidos               | 1931  | [ 9 ]  |
| 5   | Eduard Ovčáček              | Artista gráfico                       | Chéquia/ Tchecoslováquia     | 1933  | [ 10 ] |
| 5   | Kirstie Alley               | Atriz                                 | Estados Unidos               | 1951  | [ 11 ] |
| 5   | Helena Xavier               | Atriz                                 | Brasil                       | 1930  | [ 12 ] |
| 5   | Jim Stewart                 | Músico                                | Estados Unidos               | 1930  | [ 13 ] |
| 5   | Terrence O'Hara             | Cineasta e diretor de televisão       | Estados Unidos               | 1945  | [ 14 ] |
| 5   | Bernd Rohr                  | Ciclista                              | Alemanha                     | 1937  | [ 15 ] |
| 6   | Beto Fuscão                 | Futebolista                           | Brasil                       | 1950  | [ 16 ] |
| 6   | Edino Krieger               | Maestro e compositor                  | Brasil                       | 1928  | [ 17 ] |
| 6   | Ichiro Mizuki               | Cantor e compositor                   | Japão                        | 1948  | [ 18 ] |
| 6   | Zenon Pylyshyn              | Filósofo e cientista da computação    | Canadá                       | 1937  | [ 19 ] |
| 7   | Armando González            | Canoísta                              | Espanha                      | 1931  | [ 20 ] |
| 8   | Fernando de Pádua           | Médico                                | Portugal                     | 1927  | [ 21 ] |
| 8   | Martha Hildebrandt          | Política e linguista                  | Peru                         | 1925  | [ 22 ] |
| 8   | Leno                        | Cantor, compositor e guitarrista      | Brasil                       | 1949  | [ 23 ] |
| 8   | Djalma Corrêa               | Músico                                | Brasil                       | 1942  | [ 24 ] |
| 8   | Erasmus Desiderius Wandera  | Prelado                               | Uganda                       | 1930  | [ 25 ] |
| 9   | Joseph Kittinger            | Militar                               | Estados Unidos               | 1928  | [ 26 ] |
| 9   | Judith Lauand               | Artista plástica                      | Brasil                       | 1922  | [ 27 ] |
| 9   | Grant Wahl                  | Jornalista                            | Estados Unidos               | 1974  | [ 28 ] |
| 9   | Herbert Deutsch             | Compositor e educador                 | Estados Unidos               | 1932  | [ 29 ] |
| 10  | Antonio Mazzone             | Político                              | Itália                       | 1934  | [ 30 ] |
| 11  | Paul Silas                  | Basquetebolista                       | Estados Unidos               | 1943  | [ 31 ] |
| 11  | Walter Bénéteau             | Ciclista                              | França                       | 1972  | [ 32 ] |
| 11  | Wolf Erlbruch               | Escritor e ilustrador                 | Alemanha                     | 1948  | [ 33 ] |
| 11  | Angelo Badalamenti          | Compositor                            | Estados Unidos               | 1937  | [ 34 ] |
| 11  | Effie Kapsalis              | Ativista                              | Estados Unidos               | 1971  | [ 35 ] |
| 12  | Mirosław Hermaszewski       | Cosmonauta                            | Polónia                      | 1941  | [ 36 ] |
| 12  | Maria Manuel Viana          | Escritora                             | Portugal                     | 1955  | [ 37 ] |
| 12  | Jonas Abib                  | Sacerdote                             | Brasil                       | 1936  | [ 38 ] |
| 12  | Hermann Nuber               | Futebolista e treinador               | Alemanha                     | 1935  | [ 39 ] |
| 13  | Isaias Raw                  | Pesquisador                           | Brasil                       | 1927  | [ 40 ] |
| 13  | Grand Daddy I.U.            | Rapper                                | Estados Unidos               | 1968  | [ 41 ] |
| 13  | Stephen "tWitch" Boss       | Dançarino e ator                      | Estados Unidos               | 1982  | [ 42 ] |
| 15  | James J. Murakami           | Diretor de arte                       | Estados Unidos               | 1931  | [ 43 ] |
| 16  | Siniša Mihajlović           | Futebolista e treinador               | Sérvia/ Iugoslávia           | 1969  | [ 44 ] |
| 17  | Carlos Brickmann            | jornalista e escritor brasileiro      | Brasil                       | 1944  | [ 45 ] |
| 17  | Manuel Muñoz                | Futebolista                           | Chile                        | 1928  | [ 46 ] |
| 17  | Nélida Piñon                | Escritora                             | Brasil                       | 1937  | [ 47 ] |
| 17  | Philip Pearlstein           | Pintor                                | Estados Unidos               | 1924  | [ 48 ] |
| 17  | Severino Poletto            | Prelado                               | Itália                       | 1933  | [ 49 ] |
| 17  | Maria Helena de Moura Neves | Linguista e professora                | Brasil                       | 1931  | [ 50 ] |
| 17  | Mike Hodges                 | Roteirista e realizador               | Reino Unido                  | 1932  | [ 51 ] |
| 18  | Lando Buzzanca              | Ator                                  | Itália                       | 1935  | [ 52 ] |
| 18  | Terry Hall                  | Músico                                | Reino Unido                  | 1959  | [ 53 ] |
| 19  | Claudisabel                 | Cantora                               | Portugal                     | 1976  | [ 54 ] |
| 19  | Tom Browning                | Beisebolista                          | Estados Unidos               | 1960  | [ 55 ] |
| 19  | Norman Abramson             | Engenheiro                            | Estados Unidos               | 1926  | [ 56 ] |
| 20  | Maya Widmaier-Picasso       | Filha do pintor Pablo Picasso         | França                       | 1935  | [ 57 ] |
| 20  | Lech Kuropatwiński          | Político                              | Polónia                      | 1947  | [ 58 ] |
| 21  | Pedro Paulo Rangel          | Ator                                  | Brasil                       | 1948  | [ 59 ] |
| 21  | Franco Harris               | Jogador de futebol americano          | Estados Unidos               | 1950  | [ 60 ] |
| 21  | Dejan Tiago-Stankovic       | Escritor e tradutor                   | Portugal/ Iugoslávia         | 1965  | [ 61 ] |
| 22  | Anton Tkáč                  | Ciclista                              | Eslováquia/ Tchecoslováquia  | 1951  | [ 62 ] |
| 22  | Thom Bell                   | Produtor musical e arranjador         | Estados Unidos               | 1943  | [ 63 ] |
| 22  | Stephan Bonnar              | Lutador de MMA                        | Estados Unidos               | 1977  | [ 64 ] |
| 23  | George Cohen                | Futebolista                           | Reino Unido                  | 1939  | [ 65 ] |
| 23  | Txetxu Rojo                 | Futebolista e treinador               | Espanha                      | 1947  | [ 66 ] |
| 23  | Philippe Streiff            | Automobilista                         | França                       | 1955  | [ 67 ] |
| 23  | Genaro Sarmeno              | Futebolista                           | El Salvador                  | 1948  | [ 68 ] |
| 24  | Vittorio Adorni             | Ciclista                              | Itália                       | 1937  | [ 69 ] |
| 25  | Reynaldo Boury              | Diretor de televisão                  | Brasil                       | 1932  | [ 70 ] |
| 25  | Fabián O'Neill              | Futebolista                           | Uruguai                      | 1973  | [ 71 ] |
| 25  | Françoise Bourdin           | Escritora                             | França                       | 1952  | [ 72 ] |
| 25  | Bogusław Litwiniec          | Diretor de teatro e político          | Polónia                      | 1931  | [ 73 ] |
| 26  | António Mega Ferreira       | Escritor e jornalista                 | Portugal                     | 1949  | [ 74 ] |
| 26  | Sergey Dmitriev             | Futebolista                           | Rússia/ União Soviética      | 1964  | [ 75 ] |
| 26  | Nilton Apparecido Cardoso   | Religioso                             | Brasil                       | 1937  | [ 76 ] |
| 27  | Imre Szöllősi               | Canoísta                              | Hungria                      | 1941  | [ 77 ] |
| 27  | Andrzej Iwan                | Futebolista                           | Polónia                      | 1959  | [ 78 ] |
| 27  | Arnie Ferrin                | Basquetebolista                       | Estados Unidos               | 1925  | [ 79 ] |
| 27  | Jair Bala                   | Futebolista                           | Brasil                       | 1943  | [ 80 ] |
| 27  | Rodolfo Micheli             | Futebolista                           | Argentina                    | 1930  | [ 81 ] |
| 27  | Jo Mersa Marley             | Músico                                | Jamaica                      | 1991  | [ 82 ] |
| 28  | Linda de Suza               | Cantora                               | Portugal/ França             | 1948  | [ 83 ] |
| 29  | Miroslav Čiž                | Político                              | Eslováquia/ Tchecoslováquia  | 1954  | [ 84 ] |
| 29  | Ruggero Deodato             | Cineasta e roteirista                 | Itália                       | 1939  | [ 85 ] |
| 29  | Arata Isozaki               | Arquiteto                             | Japão                        | 1931  | [ 86 ] |
| 29  | Pelé                        | Futebolista                           | Brasil                       | 1940  | [ 87 ] |
| 29  | Vivienne Westwood           | Estilista                             | Reino Unido                  | 1941  | [ 88 ] |
| 29  | Joseph Ti-Kang              | Prelado                               | Taiwan                       | 1928  | [ 89 ] |
| 29  | Noël Dejonckheere           | Ciclista                              | Bélgica                      | 1955  | [ 90 ] |
| 29  | Margriet Eshuijs            | Cantora e compositora                 | Países Baixos                | 1952  | [ 91 ] |
| 30  | Barbara Walters             | Jornalista                            | Estados Unidos               | 1929  | [ 92 ] |
| 31  | Papa Bento XVI              | Papa                                  | Alemanha/ Vaticano           | 1927  | [ 93 ] |
| 31  | Alberto Sampaio da Nóvoa    | Magistrado                            | Portugal                     | 1927  | [ 94 ] |